# منتخب جمهورية الكونغو الديمقراطية لكرة اليد
منتخب جمهورية الكونغو الديمقراطية لكرة اليد هو الممثل الرسمي لجمهورية الكونغو الديمقراطية في رياضة كرة اليد. نافس في بطولة أفريقيا لكرة اليد للرجال وظهر فيها 10 مرة كانت الأولى في سنة 1992 وكانت أفضل نتيجة له فيها هي المركز الرابع وذلك في سنة 1992.

## وصلات خارجية
- الموقع الرسمي